# Milana Terloeva

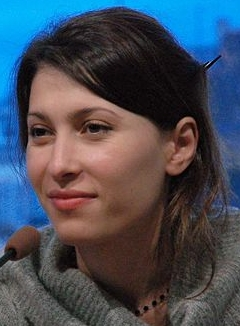

Milana Bajaeva (en ruso: Милана Бахаева) (Orekhovo, Chechenia, 30 de diciembre de 1979), conocida también por su seudónimo Milana Terloeva, periodista y escritora chechena. 
Es autora del best seller en francés Danser sur les ruines. Une jeunesse tchétchène (Bailando en las ruinas. Una juventud chechena).